# Северинівська сільська рада (Ямпільський район)
| Северинівська сільська рада — колишній орган місцевого самоврядування у Ямпільському районі Вінницької області з адміністративним центром у с. Северинівка. Сільській раді підпорядковані населені пункти: - с. Северинівка - с. Іванків |

## Склад ради
Рада складається з 16 депутатів та голови.

## Керівний склад сільської ради
| ПІБ                   | Основні відомості                                                 | Дата обрання | Дата звільнення |
| --------------------- | ----------------------------------------------------------------- | ------------ | --------------- |
| Кіфа Тетяна Федорівна | Сільський голова, 1962 року народження, освіта, позапартійна      | 26.03.2006   | 31.10.2010      |
| Кіфа Тетяна Федорівна | Сільський голова, 1962 року народження, освіта вища, позапартійна | 31.10.2010   |                 |

Примітка: таблиця складена за даними джерела

## Населення
Згідно з переписом УРСР 1989 року чисельність наявного населення сільської ради становила 1078 осіб, з яких 471 чоловік та 607 жінок.
За переписом населення України 2001 року в селі мешкало 1048 осіб.

### Мова
Розподіл населення за рідною мовою за даними перепису 2001 року:
| Мова       | Відсоток |
| ---------- | -------- |
| українська | 97,54 %  |
| російська  | 1,80 %   |
| молдовська | 0,38 %   |
| німецька   | 0,19 %   |
| польська   | 0,09 %   |